# Josef Chuchla
Josef Chuchla (* 27. června 1973 Jablonec nad Nisou) je bývalý český skeletonista.
Startoval na Zimních olympijských hrách 2002, kde se v konečném součtu obou jízd umístil na 24. místě (1. jízda – 23. místo, 2. jízda – 24. místo). Účastnil se také světových šampionátů, nejlépe skončil na 21. příčce na MS 2001. V roce 2004 se stal mistrem České republiky.